# Fugliestenen 2
Fugliestenen 2 är en runsten av granit som står i Toftegårdens hage vid Fuglie kyrka i Trelleborgs kommun. Ludvig Wimmer upptäckte stenen 1876 på sin första runologiska resa. Stenen låg då bland andra stenar på Toftegården i Fuglie. En lokal sägen berättar att stenen ursprungligen stått på "Torstens kulle", vilket onekligen stämmer bra överens med runristningens innehåll.
Inskriften lyder translittererad:
ati : risþi : stin : þasi : aft : þurstin : sun : sin
Transkribering till normaliserad fornvästnordiska:
Atti reisti stein þenna ept Þorstein, son sinn.
Översättning till modern svenska:
Atte reste sten denna efter Torsten, son sin.